# Procas
Procas o Proca (se dice que reinó entre 817 y 794 a. C.) fue uno de los reyes latinos de Alba Longa en la tradición mítica de la fundación de Roma. Fue el padre de Amulio y Numitor y el bisabuelo de Rómulo y Remo, los legendarios fundadores de Roma.

## El nombre

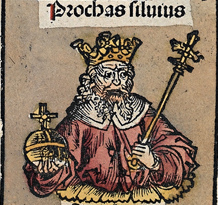
Procas Silvio en las Crónicas de Núremberg

Los nombres de los reyes albanos a menudo están derivados de topónimos de los alrededores de Roma, o con figuras legendarias de la historia temprana de Roma. Las genealogías construidas en las que aparecen pueden reflejar el deseo de las familias que buscaban estatus en la República tardía de reivindicar su ascendencia iliria troyana. El nombre Procas o Proca puede estar relacionado con la figura mitológica Proquita, pariente de Eneas, quien murió cuando la flota que transportaba a los refugiados de Troya a Italia estaba a la vista de la costa. Fue sepultada en la isla que lleva su nombre.
| Predecesor: Aventino | Rey de Alba Longa 817 - 794 a. C. | Sucesor: Numitor |